# 威尔·卡明斯
威廉·弗雷德里克·卡明斯（1992年10月7日—），美国男子篮球运动员，出生于佛罗里达州杰克逊维尔，司职控球后卫，职业生涯期间在各国联赛辗转。

## 生涯
2011年，卡明斯入学天普大学并为校队打了4年比赛。大学生涯结束后，他在2015年NBA选秀中落选，随后与休斯敦火箭签下自由球员合约。他在打完夏季联赛和季前赛后被火箭队裁掉，签给NBA发展联盟中火箭队的隶属球队里奥格兰德山谷毒蛇。在2015-16赛季入选NBA发展联盟最佳二阵。
2016年与意大利的特伦托多洛米蒂能源签下短约，又在NBA夏季联赛中代表圣安东尼奥马刺出战。2016年7月加盟希腊俱乐部塞萨洛尼基阿瑞斯。
2017-18赛季，卡明斯签约土耳其俱乐部达鲁什萨法卡，随球队夺得歐洲盃冠军。
之后，卡明斯又先后效力于德国俱乐部奥尔登堡、俄罗斯俱乐部库班火车头和法国俱乐部大都会92。他在效力大都会92的2021—22赛季获得法國甲級聯賽（LNB Pro A）MVP。
2022年9月，卡明斯加盟中国男子篮球职业联赛浙江广厦。
2023年8月，卡明斯與东南墨尔本凤凰完成簽約。12月，卡明斯轉戰特拉維夫夏普爾。